# Eleição parlamentar na Albânia em 2017
A eleição parlamentar albanesa de 2017 foi realizada em 25 de junho e consistiu no 9º pleito eleitoral realizado no país desde sua redemocratização em 1991.

## Antecedentes
Inicialmente, a data do pleito estava marcada para ocorrer em 18 de maio, mas após os partidos de oposição terem declarado intenções de promover um boicote eleitoral em decorrência de uma crise política provocada pela relação conturbada entre governistas e oposicionistas, as forças políticas envolvidas chegaram a um acordo para adiar a data da nova eleição parlamentar. Por fim, obteve-se o consenso das mesmas em realizá-la em 25 de junho, o que fez a oposição recuar da ideia original de boicote e decidir participar do pleito.

## Resultados eleitorais
| Partido                           | Partido                           | Votos     | %     | Cadeiras | +/– |
| --------------------------------- | --------------------------------- | --------- | ----- | -------- | --- |
|                                   | PSSh                              | 764 750   | 48.34 | 74       | 9   |
|                                   | PDSh                              | 456 413   | 28.85 | 43       | 7   |
|                                   | LSI                               | 225 901   | 14.28 | 19       | 3   |
|                                   | PDIU                              | 76 069    | 4.81  | 3        | 1   |
|                                   | PSD                               | 14 993    | 0.95  | 1        | 1   |
| Total de votos válidos            | Total de votos válidos            | 1 582 150 | 98.02 | –        | –   |
| Votos inválidos (brancos e nulos) | Votos inválidos (brancos e nulos) | 31 898    | 1.98  | –        | –   |
| Total de votos registrados        | Total de votos registrados        | 1 614 048 | 100   | –        | –   |
| Eleitorado apto a votar           | Eleitorado apto a votar           | 3 452 324 | 46.75 | –        | –   |

## Repercussão e análise
Concorrendo dessa vez sem formar coalizão com outros partidos à esquerda, o majoritário PSSh, de centro-esquerda, foi o grande vencedor da disputa, obtendo 48,34% dos votos válidos e elegendo sozinho 74 deputados, o que lhe garantiu a maioria absoluta no Parlamento da Albânia.
Por sua vez, o PDSh, de centro-direita e principal partido de oposição ao governo do primeiro-ministro Edi Rama, obteve 28,85% dos votos e elegeu 43 deputados, no que foi considerado o pior resultado eleitoral do partido desde 1997.
O LSI, de centro-esquerda, foi a terceira força política mais votada com 14,28% dos votos e 19 deputados, 3 a mais em relação à 2013. eleitos.
Na quarta colocação da disputa, o PDIU, de direita, obteve 4,81% dos votos e elegeu 3 deputados, 1 a menos em relação à 2013.
Por fim, com 0,95% dos votos, o PSD voltou a contar com representação parlamentar no Parlamento da Albânia ao eleger 1 deputado, sendo este o melhor resultado do partido desde 2005.